# Gina May
Gina May (Knoxville, Tennessee, 30 de Novembro de 1974) é uma atriz e ex-modelo estadunidense. Como modelo ela obteve certo sucesso ao aparecer na capa de revistas importantes, e como atriz, sua estréia se deu na série de televisão Malibu, CA como Samantha Chapman.

## Filmografia

### Televisão
- 2002 Grounded for Life como garçonete
- 2000 Undressed como Elyse
- 2000 Passions como Kathleen Elizabeth Bennett
- 2000 Zoe, Duncan, Jack & Jane como Kitty
- 1999 Malibu, CA como Samantha Chapman

### Cinema
- 2008 Direct Contact como Ana Gale
- 2003 Scapegoats como irmã de Rolf
- 2002 Suicide Regimen como Lucinda